# Ousmane Diakité
Ousmane Diakité, né le 25 juillet 2000 au Mali, est un footballeur malien qui évolue au poste de milieu de terrain à West Bromwich Albion.

## Biographie

### En club
Ousmane Diakité commence le football au Yeelen Olympique au Mali, puis il rejoint en juillet 2018 l'Autriche et le Red Bull Salzbourg, avec qui il signe un contrat jusqu'en juin 2023. Il est dans un premier temps prêté au FC Liefering, en deuxième division autrichienne, pour la saison 2018-2019 où il joue  19 matchs et marque un but.
Pour la saison 2019-2020, il est prêté au SCR Altach, en première division autrichienne. Il joue son premier match en faveur de son nouveau club le 20 juillet 2019, face au FC Kufstein, lors d'une rencontre de Coupe d'Autriche. Il est titulaire ce jour-là, et se distingue en marquant son premier but pour le SCR Altach, contribuant à la large victoire de son équipe ce jour-là (1-6). Alors qu'il s'impose comme un titulaire, jouant tous les matchs de son équipe, il se blesse gravement en septembre 2019, victime d'une rupture du ligament croisé. Alors qu'il recommence à marcher quelques mois plus tard, il rechute et son absence s'étend durant l'année 2020.
Le 21 juin 2021 est annoncé le prêt d'Ousmane Diakité au FC Saint-Gall pour une saison. Il inscrit son premier but pour Saint-Gall le 28 août 2021, lors d'une rencontre de championnat face au FC Zurich. Les deux équipes se neutralisent ce jour-là (2-2).

### En équipe nationale
Avec les moins de 17 ans, il participe à la Coupe du monde des moins de 17 ans en 2015. Lors de cette compétition, il participe à trois matchs. Le Mali est battu en finale par le Nigeria, avec Diakité sur le banc. 
Avec les moins de 20 ans, il participe à la Coupe d'Afrique des nations des moins de 20 ans en 2017. Il ne joue qu'un seul match lors de ce tournoi. Il fait également partie de la sélection pour l'édition 2019, où le Mali s'impose en finale face au Sénégal, après une séance de tirs au but. Il prend part à trois matchs dans ce tournoi. 
Il dispute ensuite quelques mois plus tard la Coupe du monde des moins de 20 ans qui se déroule en Pologne. Il s'illustre le 31 mai, lors du match de groupe face à la France, en inscrivant un but, mais son équipe s'incline ce jour-là (2-3). Le Mali poursuit son parcours jusqu'en quarts de finale, où il est battu par l'Italie.

## Palmarès
- Finaliste de la Coupe du monde des moins de 17 ans en 2015 avec l'équipe du Mali des moins de 17 ans
- Vainqueur de la Coupe d'Afrique des nations des moins de 20 ans en 2019 avec l'équipe du Mali des moins de 20 ans